# Mellen
Mellen és una població dels Estats Units a l'estat de Wisconsin. Segons el cens del 2000 tenia 845 habitants.

## Demografia
Segons el cens del 2000, Mellen tenia 845 habitants, 378 habitatges, i 215 famílies. La densitat de població era de 176,4 habitants per km².
Dels 378 habitatges en un 23,8% hi vivien nens de menys de 18 anys, en un 46,3% hi vivien parelles casades, en un 7,7% dones solteres, i en un 43,1% no eren unitats familiars. En el 39,7% dels habitatges hi vivien persones soles el 22% de les quals corresponia a persones de 65 anys o més que vivien soles. El nombre mitjà de persones vivint en cada habitatge era de 2,15 i el nombre mitjà de persones que vivien en cada família era de 2,89.
Per edats la població es repartia de la següent manera: un 20,6% tenia menys de 18 anys, un 7,1% entre 18 i 24, un 26,2% entre 25 i 44, un 21,8% de 45 a 60 i un 24,4% 65 anys o més.
L'edat mediana era de 43 anys. Per cada 100 dones de 18 o més anys hi havia 91,7 homes.
La renda mediana per habitatge era de 31.917 $ i la renda mediana per família de 41.111 $. Els homes tenien una renda mediana de 30.804 $ mentre que les dones 21.042 $. La renda per capita de la població era de 16.297 $. Aproximadament l'1,4% de les famílies i el 5,9% de la població estaven per davall del llindar de pobresa.

## Poblacions més properes
El següent diagrama mostra les poblacions més properes.